# Candyass
Candyass – pierwszy album amerykańskiego zespołu Orgy, wydany w 1998 roku.
Według danych z kwietnia 2002 album sprzedał się w nakładzie 1,163,898 egzemplarzy na terenie Stanów Zjednoczonych.

## Lista utworów
1. "Social Enemies" – 4:05
2. "Stitches" – 3:18
3. "Dissention" – 3:31
4. "Platinum" – 3:42
5. "Fetisha" – 4:02
6. "Fiend" – 4:29
7. "Blue Monday" – 4:26
8. "Gender" – 4:27
9. "All The Same" – 4:05
10. "Pantomime" – 4:28
11. "Revival" (gość: Jonathan Davis z zespołu Korn) – 4:09
12. "Dizzy" – 3:21